# 王真 (东汉)
王真（?—?），字叔经。上党郡（治今山西省长治市长子县）人。东汉方士。
王真善养生，曾经拜师蒯子训。王真年近百岁而貌似五十，面有光泽。自称：“周游攀登五岳名山，能够施行胎息胎食之方，嗽舌下泉咽之，不绝房室。”习闭气而吞下，称为“胎息”，习嗽舌下泉而咽下，称为“胎食”。史称王真同乡郝孟节可口含枣核，五到十年不吃饭，又可以不呼吸、不动身，持续百日到半年。曹操听说王真的事迹，呼与相见，见王真像三十多岁，觉得王真年龄有假，派人去王真家乡求证，发现王真确实童颜未老。曹操相信王真的养生之道，甚敬重之。后被曹操命掌诸方士。